# Luis Leonel León
Luis Leonel León (La Habana, 7 de abril de 1971) es un periodista, cineasta, escritor y director de televisión cubano radicado en los Estados Unidos, donde ha realizado documentales, programas para televisoras hispanas en horario de máxima audiencia y escrito para diarios del sur de la Florida.

## Biografía

### Primeros años y estudios
León nació el 7 de abril de 1971 en el barrio de Buenavista en La Habana. En su adolescencia se mudó con sus padres al municipio de Arroyo Naranjo, donde hizo parte del taller de literatura Carlos Enríquez con la asesoría del escritor José Ramón Fajardo. Más tarde ingresó al Instituto Preuniversitario Enrique José Varona en el barrio de La Víbora.

### Carrera en Cuba
A finales de la década de 1980 publicó sus primeros poemas en un boletín literario dirigido por Fajardo, influenciado «por poetas de las vanguardias en Europa, por la generación Beat y por voces de Hispanoamérica como Jorge Luis Borges, César Vallejo y José Martí» y escribió relatos y crónicas «marcado por los pilares del nuevo periodismo americano como Truman Capote, Norman Mailer y Tom Wolfe». Desde aquellos años comenzó a vincularse a organizaciones opuestas a la Revolución cubana. 
Tras finalizar su servicio militar obligatorio, a comienzos de la década de 1990 continuó formándose académicamente en áreas como el periodismo radial y la dirección de escena, y paralelamente empezó a trabajar como guionista y realizador en el Instituto Cubano de Radio y Televisión. En Radio Ciudad de La Habana presentó el segmento Pretextos sobre literatura en el programa Todo terreno S.A. En Radio Metropolitana escribió y dirigió durante diez años espacios como Una imagen posible, A propósito y A esta hora.
A la par se graduó como director en la Facultad de Medios Audiovisuales del Instituto Superior de Arte. En su documental debut, El color de las confesiones (1999), «a través de escenas de la vida del pintor Reynaldo López Hernández, aparecen dos temas constantes en su obra hecha en Cuba: la indagación en los motivos que generan la creación y la inconformidad de los artistas con el contexto sociopolítico».

#### Habaneceres
Su segundo filme, Habaneceres (2001), fue seleccionado como el mejor documental del año por la Asociación Cubana de Prensa Cinematográfica. Según Grethel Delgado del Diario Las Américas, «Su material es reflexivo, dice mucho allí donde omite, porque se apoya en los gestos y en la forma en que hablan sus entrevistados para completar la ansiedad del período especial, la vida sobreviviente de los 90 en la isla. Esa intuición narrativa del documental lo hace aún más valioso, además de su innegable peso histórico, porque recoge el tono de una época, el dolor colectivo en una ciudad tan peculiar como La Habana».
En el programa "En profundidad" de Radio y Televisión Martí el periodista Alfredo Jacomino afirma: "Luis Leonel no vivió La Habana del esplendor, no pudo ser testigo del encanto (ni de la tienda ni del adjetivo) y aún así la quiere. Y el que quiere algo, aunque sea viejo y maltratado, merece una reverencia".

#### La gracia de volver
En la década de 2000 abandonó la radio para dedicarse a su carrera como cineasta y director de televisión. En 2004 se trasladó a España como curador de una muestra independiente de cine cubano titulada Otras imágenes posibles. Ese año grabó en Tenerife La gracia de volver, sobre la escritora cubana Dulce María Loynaz. El documental se inspira en su novela de viaje Un verano en Tenerife y presenta entrevistas a personalidades canarias que conocieron a la poetisa durante sus viajes a la Isla y que aparecen citados en su obra.
En 2005 empezó a desempeñarse profesionalmente en el canal CHTV y un año después cofundó el Canal Habana, donde creó programas culturales como Donde va la Habana y Breves estaciones, y presentó cortometrajes independientes realizados en la isla. En Cubavisión Internacional creó el programa Contraplano, sobre la historia del cine cubano, y en Canal Educativo 2 creó Páginas compartidas, sobre literatura. Más adelante se mudó a Venezuela para trabajar en documentales culturales, y dos años después se trasladó a Colombia, donde vivió durante un año antes de establecerse en los Estados Unidos.

#### En Estados Unidos
En territorio norteamericano se ha desempeñado como periodista y columnista de opinión sobre temas culturales y sociopolíticos, especialmente sobre su país natal, para medios como El Nuevo Herald, Diario Las Américas, El Nacional, La Gaceta de la Iberosfera y PanAm Post. 
Ha producido programas de opinión (El espejo, El análisis, Simplemente Karen, Karen a las 8) y de entretenimiento (El show de Alexis Valdés, El arañazo, El show de Tony Benítez, En el aire) para las cadenas América TeVe (canal 41), Mega TV, MiraTV y GenTV (canal 8).
Para Radio Televisión Martí escribió y dirigió programas y series especiales documentales ligadas a la historia de Cuba y sus exilios como Brigada 2506, héroes cubanos, protagonizado por participantes en la fallida invasión a Bahía de Cochinos en 1961; Mariel 40 años, un recuento del éxodo de 1980 a través del cual más de 140 mil cubanos salieron de la isla; y 8×8, Mujeres cubanas en busca de la libertad, testimonios de ocho mujeres disidentes en la isla. Su última producción para este medio financiado por el gobierno estadounidense fue el programa El análisis, conducido por la periodista cubanoamericana Karen Caballero, un concepto creado por León para generar debates a propósito de las elecciones presidenciales en Estados Unidos en 2020.

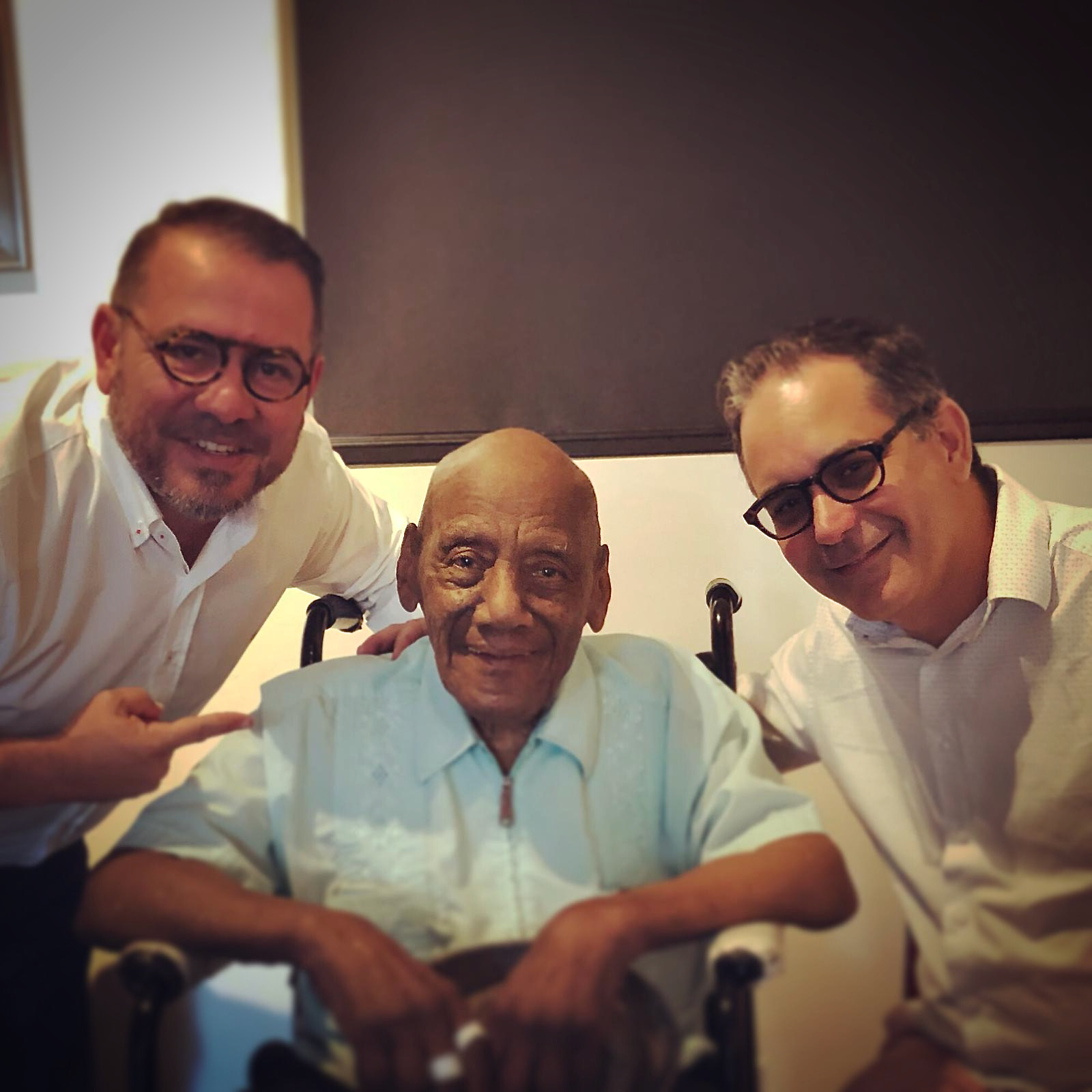
Luis Leonel León (derecha) con Cándido Camero, protagonista de su filme El rey de las 3 congas, y el productor Omer Pardillo (izquierda)

En 2021 León publicó avances de dos películas en producción: Arena en los ojos, sobre el conflicto del Sahara Occidental, un proyecto gestado a comienzos de este siglo cuando el cineasta filmó escenas para el documental Destinos en esa zona del norte de África; y Cándido, el rey de las tres congas, dedicado a la vida y obra del percusionista cubano Cándido Camero.

#### Colección Fugas
En 2017 León lanzó en la Feria Internacional del Libro de Miami su proyecto editorial Colección Fugas, dedicado a «los escritores cubanos de la diáspora, a los que escriben, viven y hacen su obra fuera de Cuba, al margen del régimen». León considera que «en el exilio se ha escrito lo mejor de las letras cubanas. Un fenómeno que por cierto no es exclusivo de las últimas seis décadas, cuando el castrismo ha hecho añicos e intervenido la cultura nacional, empujando a miles de creadores al exilio. Desde épocas anteriores hemos sido condenados a la fuga». Los tres primeros títulos son El Super (edición 40 años), pieza teatral de Iván Acosta llevada al cine por Leon Ichaso y Orlando Jiménez Leal; Póker de brujas y otros cuentos (edición 50 años), relatos de Carlos Alberto Montaner; y la novela Escapados del paraíso de Armando de Armas. La colección, acogida por las editoriales españolas La Palma y Hurón Azul, se presentó en la Feria del Libro de Madrid.

#### Academia de la Historia de Cuba en el Exilio
León es el secretario de La Academia de la Historia de Cuba en el Exilio (AHCE) en el estado de Florida, uno de los autores y editores de su revista, Anuario Histórico CubanoAmericano,que se edita desde 2017, donde ha publicado ensayos y coordinado dosieres sobre temas históricos y culturales de Cuba y sus exilios. En el verano de 2024 la AHCE anunció la producción de la serie documental Historias de balseros, creada y dirigida por León.

## Filmografía destacada
- 1999 - El color de las confesiones
- 2001 - Habaneceres
- 2004 - Memorias para des-armar
- 2004 - La ilusión y los medios (Armand Mattelart)
- 2005 - La gracia de volver
- 2006 - Coro de ciudad
- 2007 - Roberto Fernández Retamar: remembranzas (codirección con René Arencibia)
- 2007 - Collage Titón
- 2007 - Extras para la colección de filmes en DVD de Tomás Gutiérrez Alea
- 2008 - Destinos (codirección con Guillermo Centeno)
- 2008 - Cubanos (codirección con René Arencibia)
- 2009 - Un homenaje, XXI congresos después
- 2013 - Drifting (videoclip del tema de latin jazz compuesto e interpretado por Carlos Camilo)[45]

- 2019 - Brigada 2506, héroes cubanos (serie)[46]
- 2020 - Mariel 40 años (serie)
- 2020 - 8x8, mujeres cubanas en busca de la libertad (miniserie)[47]
- 2021 - Arena en los ojos[28]
- 2022 - Cándido, el rey de las tres congas[30][31][32]

## Premios y reconocimientos
| Año  | Evento o institución                             | Categoría                  | Obra                | Resultado |
| ---- | ------------------------------------------------ | -------------------------- | ------------------- | --------- |
| 2001 | Asociación Cubana de Prensa Cinematográfica      | Mejor documental del año   | Habaneceres         | Ganador   |
| 2001 | Festival Nacional de Cine y Video Cine Plaza     | Gran premio documental     | Habaneceres         | Ganador   |
| 2001 | Festival Imago                                   | Primer premio              | Habaneceres         | Ganador   |
| 2001 | Festival Almacén de la Imagen de Camagüey        | Premio especial            | Habaneceres         | Ganador   |
| 2003 | II Muestra Nacional de Nuevos Realizadores ICAIC | Premio especial del jurado | Habaneceres         | Ganador   |
| 2006 | V Festival Cultural Iberoamericano de Colonia    | Selección oficial          | La gracia de volver | Ganador   |
| 2006 | V Muestra Nacional de Nuevos Realizadores ICAIC  | Mejor documental           | La gracia de volver | Ganador   |
| 2006 | VI Kanarische Kulturtage de Berlín               | Selección oficial          | La gracia de volver | Ganador   |
| 2007 | VI Muestra Nacional de Nuevos Realizadores ICAIC | Mención especial           | Coro de ciudad      | Ganador   |